# Hov, Norvegia
Hov este o localitate situată în partea de sud a Norvegiei, în comuna Søndre Land din provincia Innlandet, pe malul estic al lacului Randsfjord. Este localitatea de reședință a comunei, are o suprafață de 2,29 km² și o populație de 2.054 locuitori (2021). Până la data de 1.1.2020 a aparținut provinciei Oppland.  Biserica din localitate datează din 1781.